# Clemens VII. (Gegenpapst)

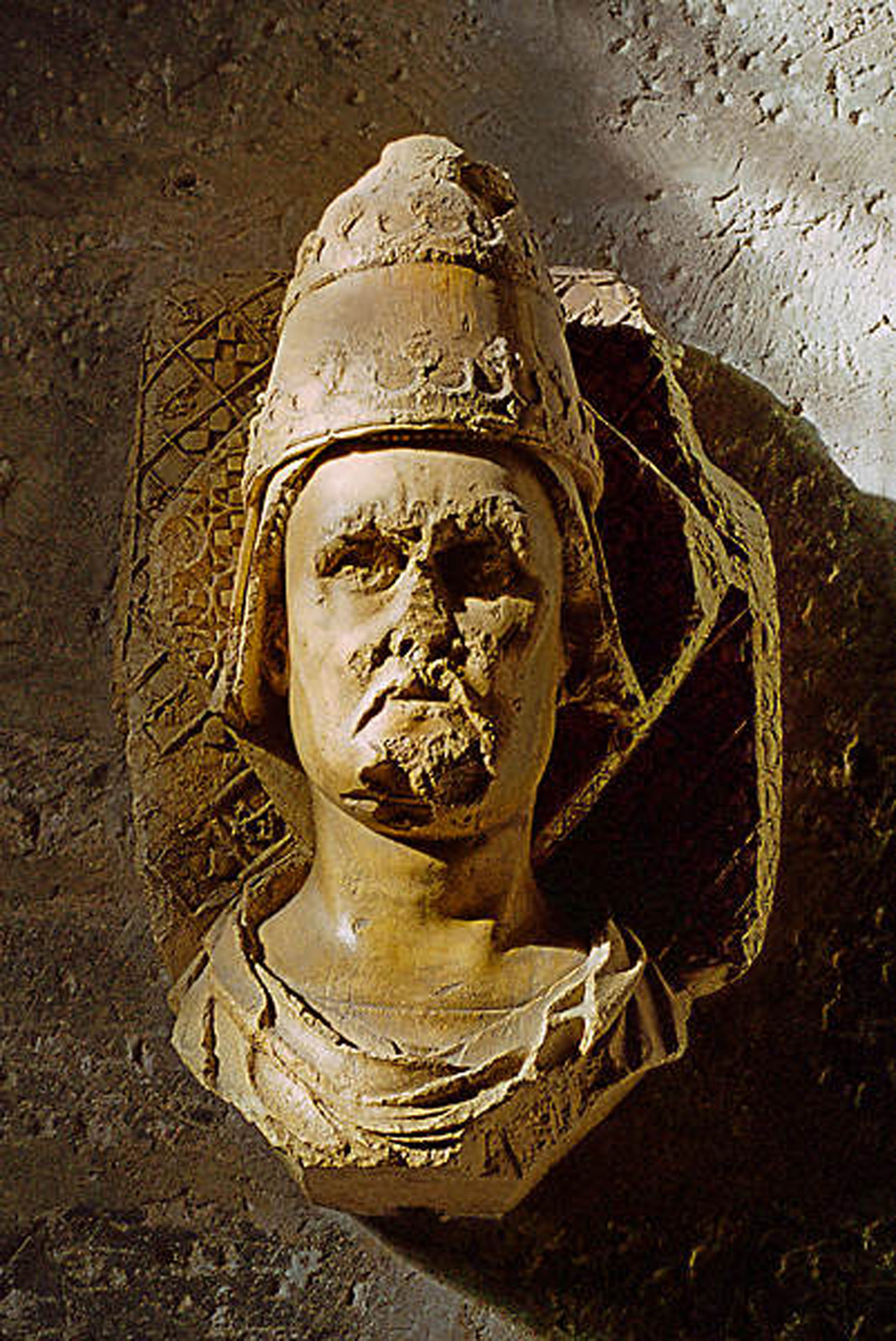
Büste von Clemens VII. im Musée de Petit Palais in Avignon

Wappen von Clemens VII.

Gegenpapst Clemens VII. (* 1342 in Annecy als Robert Graf von Genf, Sohn des Amadeus III., Graf von Genf; † 16. September 1394 in Avignon) wurde am 20. September 1378 in Fondi von den französischen und mehreren italienischen Kardinälen zum Gegenpapst gewählt und war der Widersacher Papsts Urban VI.

## Klerikale Karriere
Zunächst Kanonikus in Paris, wurde Robert Graf von Genf 1359 Apostolischer Protonotar, 1361 Bischof von Thérouanne, 1368 Bischof von Cambrai und am 30. Mai 1371 von Papst Gregor XI. zum Kardinal mit der Titelkirche Santi XII Apostoli erhoben. Dieser bestellte ihn 1376–1378 auch zum Legaten in Oberitalien, um die dortigen papst- und franzosenfeindlichen Aufstände niederzuschlagen. Hier zeichnete er sich durch außergewöhnliche Brutalität aus, was schließlich – zusammen mit dem von Gregor angeordneten Massaker von Cesena – den erst 1377 aus Avignon nach Rom zurückgekehrten Gregor zur Flucht nach Anagni zwang. Nach dem Massaker an etwa 4000 Bürgern der Stadt Cesena nannte man Robert von Genf nur noch den „Henker von Cesena“.

## Pontifikat: Gegenpapst und Schisma
Nachdem die Wahl Urbans VI. unter „bedenkenswerten“ Umständen zustande gekommen war – während des Konklave drangen Römer in den Vatikan ein und forderten einen Römer als Papst –, wählten die anwesenden Kardinäle zunächst Bartolomeo Prignano zum Papst. Urban VI., wie er sich danach nannte, enttäuschte aber die Erwartungen der Kardinäle. Erstens weigerte er sich kategorisch, nach Avignon zurückzukehren, und tadelte die Kardinäle für dieses Ansinnen noch dazu öffentlich. Zweitens ernannte er neunundzwanzig neue Kardinäle, von denen nur drei Franzosen waren. Damit brach er die französische Dominanz im Kardinalskollegium. Dreizehn Kardinäle – die französischen, mehrere italienische und Kardinal Robert von Genf – verließen erbost Rom und reisten nach Fondi. Im Sommer 1378 kam noch der aragonesische Kardinal Pedro de Luna nach Fondi. De Luna sollte nach dem Tod von Papst Clemens als Benedikt XIII. dessen Nachfolger werden. In Fondi wählten die jetzt vierzehn Kardinäle, unterstützt von Karl V., von Frankreich und beschützt von französischen Söldnern, am 20. September 1378 Robert von Genf zum Papst. Dieser nannte sich fortan Clemens VII. Außerdem verfassten die Kardinäle eine Erklärung, in der es hieß, dass sie seinerzeit zur Wahl von Papst Urban genötigt worden seien. Doch lassen sich die genauen Details des Wahlvorgangs trotz vielfältiger Quellen aufgrund der Subjektivität der Autoren heute nicht mehr rekonstruieren.
Dies führte zum großen abendländischen Schisma, das bis zum Konzil von Konstanz 1417 andauerte. Nachdem die Engelsburg am 28. April 1379 an Urban gefallen war, musste Clemens von Italien ins sichere Avignon fliehen. Clemens wurde zunächst hauptsächlich von Frankreich anerkannt, was allerdings nicht daran lag, dass sich der Papst in Frankreich aufhielt. Die Stadt gehörte damals rechtlich zum Heiligen Römischen Reich und war Untertan der Grafen der Provence, die Vasallen des römisch-deutschen Kaisers und nicht des französischen Königs waren. Allerdings hatte schon beim Kauf der Grafschaft Avignon von Johanna, Gräfin der Provence, die als Johanna I. Königin von Neapel war, durch Clemens VI. am 12. Juni 1348 der deutsche König und spätere Kaiser Karl IV., auf alle Rechte als Lehnsherr verzichtet.
Die französische Krone hatte andere Gründe, Clemens VII. und nicht Urban zu unterstützen. Seit 1305 wurden immer „Franzosen“ zum Papst gewählt, und seit 1309 hielten sich die Päpste in Avignon auf, was geopolitisch wesentlich interessanter für Frankreich war, als das ferne Rom. Auf der anderen Seite der Rhône lag seit 1293 die Stadt Villeneuve-lès-Avignon, die damals im Königreich Frankreich lag. Die berühmte Brücke von Avignon, Pont St. Bénézet, verband also das Heilige Römische Reich mit dem Königreich Frankreich. Villeneuf wurde bald zum wichtigen Zentrum für Schenkungen des hohen Klerus. Die Päpste ließen dort bald einen eigenen Sommerpalast errichten, und zahlreiche Kardinäle stifteten eifrig Klöster, Kapellen und Kapitel und bauten ihre eigenen Paläste. Der König stattete den Ort daraufhin mit vielen Privilegien aus, und das Papsttum an der Rhône wurde zu einem gewaltigen Wirtschaftsfaktor. Auch hatte die französische Krone den Papst in Avignon besser unter Kontrolle.
Urban VI. stand für eine Rückkehr der Kurie nach Rom und dies war in mehrfacher Hinsicht für König Karl V. von Frankreich nicht wünschenswert.
Kaum war Clemens VII. wieder in Avignon, rührte man in Paris die Werbetrommel für den Genfer und schickte zahlreiche Sonderbotschafter an die verschiedenen Höfe Europas. Wie sehr die päpstliche Sache zum Politikum wurde, zeigt das Beispiel Schottland: Frankreich unterstützte Clemens, also „musste“ England Urban unterstützen, auch wenn sowohl der König als auch Clemens Gesandte zum englischen König schickten. Der König von Schottland sah sich nun in der Lage, zusammen mit Frankreich den englischen König in eine geopolitische Zange zu nehmen und schlug sich sofort auf die Seite von Clemens. Auch war Schottland seit dem 23. Oktober 1295 in der Auld Alliance französischer Bündnispartner.
Im Laufe seines Pontifikats kamen neben Frankreich und Schottland noch Portugal, Aragonien, Kastilien, Navarra, Sizilien, Zypern, die Grafschaft Savoyen und Teile Deutschlands in die clementinische Anhängerschaft. Johanna I., von Neapel war eine schwache Herrscherin und pendelte haltlos zwischen Papst und Gegenpapst. Sie wurde schließlich auf Betreiben von Papst Urban von dessen Nepoten Karl von Durazzo ermordet, der ihr Nachfolger wurde und sich als König von Neapel Karl III. nannte. Als sich aber Karl mit Papst Urban VI. zerstritten hatte, nachdem der König sich geweigert hatte, dem Papst einige der schönsten Provinzen des Königreichs Neapel an den Kirchenstaat abzutreten – wohl als Gegenleistung für die Unterstützung von Papst Urban bei dem Mord an Königin Johanna –, wurde Karl daraufhin vom Papst in seiner Hauptstadt Neapel angegriffen. Karl konnte den Angriff aber abwehren. Daraufhin wurde er ein Anhänger von Papst Clemens VII.
Einer seiner prominenten Unterstützer war Vinzenz Ferrer, während Katharina von Siena auf Seiten Urbans VI. stand.
Nach dem Tode seines Bruders erbte Clemens VII. 1392 die Grafschaft Genf.

## Turiner Grabtuch
Als das sogenannte Turiner Grabtuch erstmals in der Stiftskirche von Lirey bei Troyes in Frankreich ausgestellt wurde, wandte sich 1389 der damals zuständige Bischof Pierre II. d’Arcis von Troyes an den Gegenpapst Clemens VII. und bat um ein Machtwort: „Die Sache, Heiliger Vater, verhält sich so. Der Dekan von Lirey hat, von Habsucht verzehrt, ein mit Schlauheit gemaltes Grabtuch angeschafft, wobei er mit Vorsatz fälschlich erklärt und vorgibt, dies sei das wahre und echte Grabtuch unseres Heilands Jesus Christus. Theologen haben glaubhaft versichert, das Tuch könne nicht authentisch sein, denn in den Evangelien wird ein solches Abdruckbild gar nicht erwähnt. Das Tuch ist Menschenwerk und nicht wundersam entstanden. So möchte ich Sie, Heiligster Vater, bitten, Maßnahmen zu ergreifen, um diesem Skandal und Aberglauben und Wahn ein Ende zu bereiten.“ Daraufhin erklärte Clemens VII., dass es sich nicht um eine Reliquie handele, das Tuch aber trotzdem ausgestellt werden dürfe, solange es nicht als das Grabtuch Christi präsentiert werde.